# Hrvatski malonogometni kup – regija Zapad 2019./20.
Malonogometni kup regije Zapad je jedan od tri kvalifikacijska regionalna kupa za Hrvatski malonogometni kup za sezonu 2019./20., igran na području zapadne, središnje i sjeverne Hrvatske u jesen 2019. godine. Kup je osvojio klub "Futsal Pula". 

## Sustav natjecanja
Kup se igra jednostrukim kup-sustavom krajem 2019. godine. U natjecanju sudjeluju futsal klubovi iz 2. HMNL - Zapad i 1. HMNL koji nemaju osiguran plasman u Hrvatski malonogometni kup, te pobjednici županijskih kupova s ovog područja. Pobjednik stječe pravo nastupa u Hrvatskom kupu za 2019./20. 

## Rezultati

### Četvrtzavršnica
Susreti na rasporedu 28. rujna i 2. listopada 2019.

| par                            | rez.     | napomene, izvještaji           |
| ------------------------------ | -------- | ------------------------------ |
| Novi Marof - Otočac            | 2:6      |                                |
| Zagreb - Futsal Pula           | 0:3 p.f. | "Futsal Pula" prošla bez borbe |
| Siscia Sisak - Bjelovar        | 0:3 p.f. | "Bjelovar" prošao bez borbe    |
| Jesenje (Gornje Jesenje) - Rab | 3:0 p.f. | "Jesenje" prošli bez borbe     |

### Poluzavršnica
Igrano 8. i 9. listopada 2019. godine.
| par                               | rez.          | napomene, izvještaji                             |
| --------------------------------- | ------------- | ------------------------------------------------ |
| Otočac - Jesenje (Gornje Jesenje) | 6:1           |                                                  |
| Bjelovar - Futsal Pula            | 4:4, 6:7 p.p. | "Futsal Pula" prošao boljim izvođenjem šesteraca |

### Završnica
Igrano 30. listopada u Otočcu u SD "Otočac"
| klub1  | rez. | klub2       | napomene, izvještaji |
| ------ | ---- | ----------- | -------------------- |
| Otočac | 2:6  | Futsal Pula |                      |

## Vanjske poveznice
- hns-cff.hr, Hrvatski malonogometni kup
- crofutsal.com, Hrvatski malonogometni kup